# Lygropia anaemicalis
Lygropia anaemicalis is een vlinder uit de familie van de grasmotten (Crambidae). De wetenschappelijke naam van deze soort is voor het eerst voorgesteld door George Francis Hampson in een publicatie uit 1912. De spanwijdte van het vrouwtje bedraagt 30 millimeter. Hampson beschreef deze soort op basis van een vondst door de Britse entomoloog Guy Anstruther Knox Marshall in het Chirinda Forest Botanical Reserve in Zimbabwe.
De soort is alleen bekend van zijn oorspronkelijke vindplaats in Zimbabwe.